# PAZ

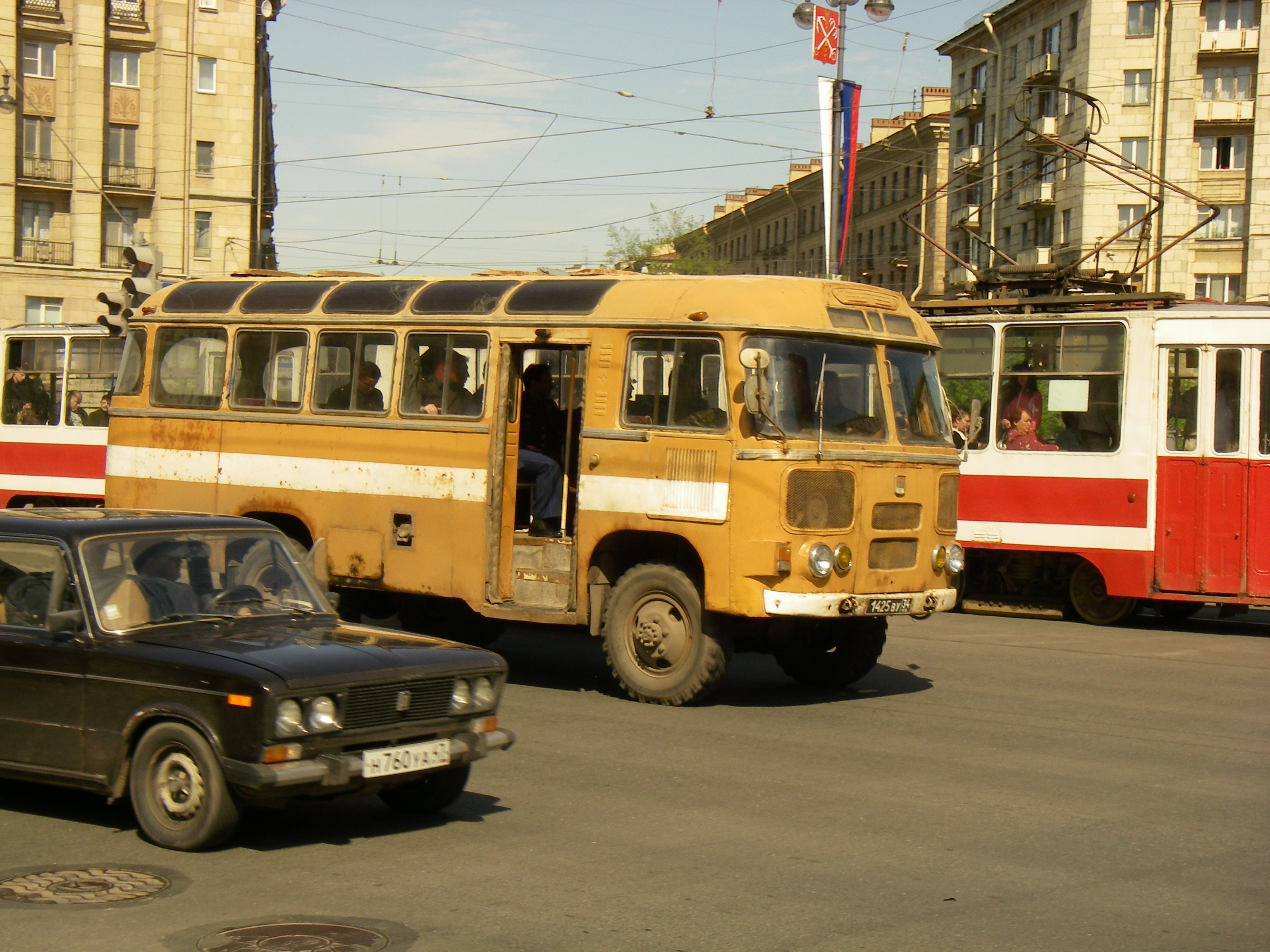
PAZ-3201.

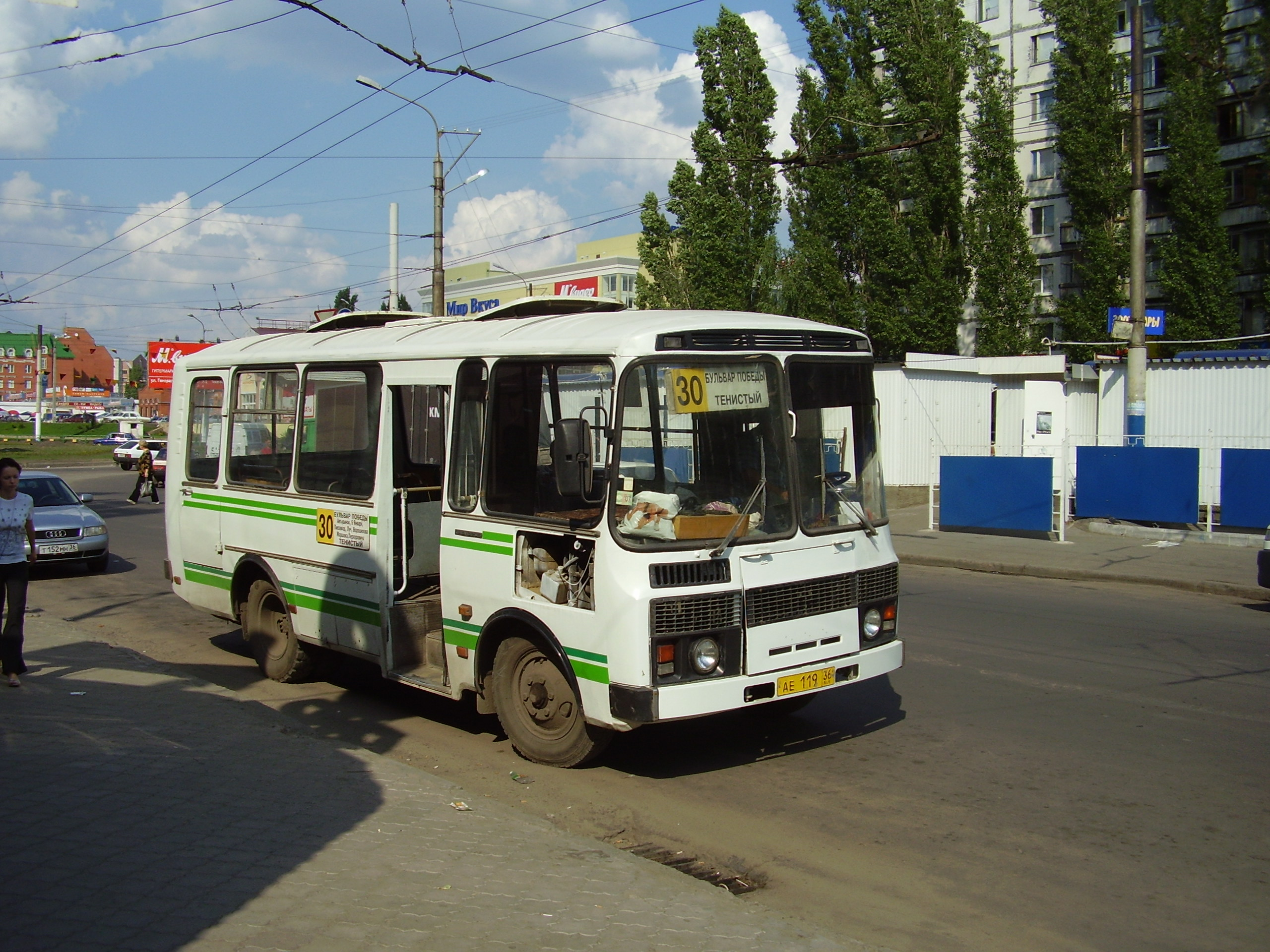
PAZ-3205.

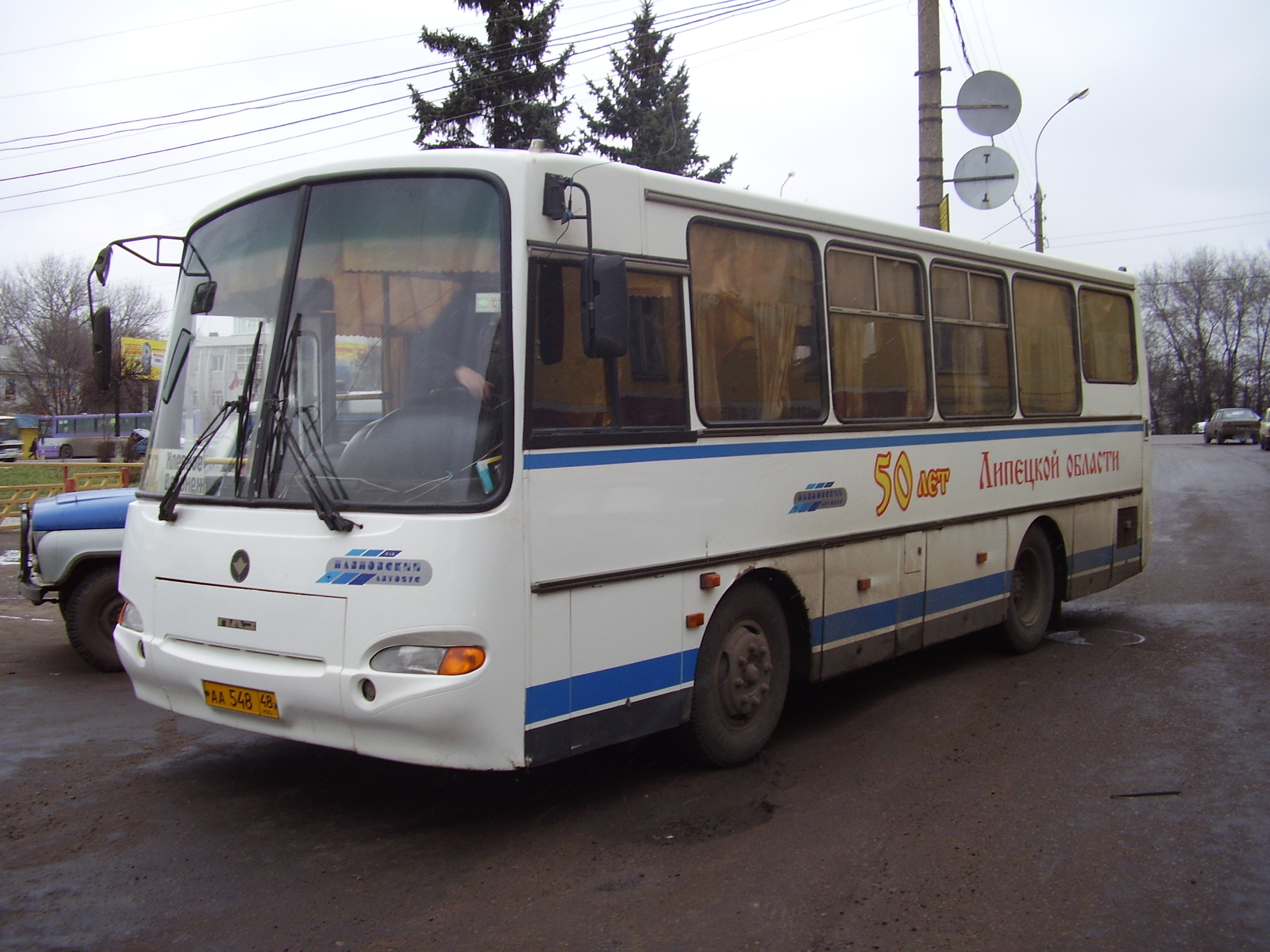
PAZ-4230 Aurora.

PAZ (ryska: Па́вловский авто́бусный заво́д им. А. А. Жда́нова, Pavlovskij avtobusnyj zavod) är en rysk tillverkare av bussar. PAZ tillverkar bussar i staden Pavlovo. PAZ grundades i 1930.